# كنوز سورية القديمة-اكتشاف مملكة قطنا
نشر متحف الولاية في فورتمبرغ في شتوتغارت ألمانيا بالتعاون مع المديرية العامة للآثار والمتاحف في سورية كتاب «كنوز سورية القديمة - اكتشاف مملكة قطنا» وذلك ضمن معرض الولاية الكبير «بادن- فورتمبورغ» الذي افتتح في السابع عشر من تشرين الأول 2009 حتى الرابع عشر من آذار 2010.
والكتاب يصور جزءً من القطع الأثرية المحفوظة في المتاحف السورية التي عرضت في هذا المعرض.
قد ترجم الكتاب للعربية محمود كبيبو ودققه الدكتور أحمد هبو، ويتصدر غلاف الكتاب تماثيل للأجداد من المدفن الملكي في قطنا، ويضم بين دفتيه 320 صفحة من القطع الكبير 342 صورة ملونة لهذه المعروضات.
ويقدم الكتاب لسورية الجغرافيا والتاريخ بين الصحراء والبحر الأبيض المتوسط ويرصد مرحلة ما قبل المسيحية في سورية وعلاقاتها ودول المدن وازدهار قطنا وانحدارها وعلاقاتها مع مملكة ماري الجار القوي، وارتباط قطنا الإقليمي مع مملكة إيبلا.
ويحوي الكتاب فصولاً لبيبلوس «البوابة إلى البحر المتوسط» والمركز التجاري «أوغاريت» وصلاته الثقافية مع قطنا ويعرض للسياسة والدبلوماسية في المراسلات بين ماري وقطنا وفي أرشيف أخناتون والمصادر المصرية وينوه للتنوع الكبير في المعتقدات والأديان في سورية القديمة ويفرد صفحات عن المعالم وطقوسها فيها مع الإشارة إلى تقديس الأجداد وعبادة الأسلاف في سورية القديمة.
كما يوضح الكتاب دور قطنا في سورية الوسطى والاستيطان الأول في الألف الثالث قبل الميلاد والإنسان والبيئة مع سور المدينة والأكروبول وملوك قطنا وتربية الحيوان والزراعة والتغذية في عصر البرونز إضافة إلى الأكادية والحورية واللغات المختلفة والإنتاج الكمي والورشات الصناعية في الألف الثاني قبل الميلاد ونصوص الموتى والمقابر.
ويعرض الكتاب للقصور في قطنا والأختام وطرق التزود بالمياه في تلك المملكة ولرسومها الجدارية كما يركز على الرسوم الفنية التي جاءت بحجم المنمنمات والختم الملكي والمدفن والأعمال الفنية الأخرى في مجال النحت والتحف الأثرية الكهرمانية والأردية الملكية وحلي الملوك والآلهة والأختام التي وجدت في القبور الملكية في قطنا وطقوس الدفن فيها والصلات الثقافية لهذه المملكة الهامة.
ويصف الكتاب علاقات قطنا مع منطقة بحر إيجة ومع بلاد الرافدين وأوروبا ويعرض النهاية الحزينة لقطنا في الحريق الكبير ليعود ويقول التاريخ يتابع مسيرته المشرفة في عصر الحديد.
والملاحظ أن الكتاب جاء على شكل عناوين كتبها كتاب ومؤرخون مختلفون سوريون وأجانب مما أغنى النظرة إلى هذه المملكة التي لمعت في حضارات سورية المتعاقبة.